# 黑塔IV 巫師與水晶球
《巫師與水晶球》（英語：Wizard and Glass）是美國小說家史蒂芬·金所寫的長篇奇幻小說黑塔系列中的第四集。此集副標題為『凝視』。曾於1998年提名軌跡獎「最佳奇幻小說」。

## 劇情概要
這一集的開頭是關於羅蘭等人在火車伯廉的車廂裡鬥智的情節，最終艾迪成功地破壞了伯廉並且安全地下了車，及後，他們在休息時，羅蘭開始講他以前的事，也即是他的初戀。
很久以前，羅蘭因為打敗了他的老師寇特而升級做了槍客，但因他的父親害怕羅蘭會被馬登傷害而送走羅蘭，卡斯博和艾倫。
當羅蘭到達目的地附近時，他邂逅了他這一生人中唯一的最愛──蘇珊，他們一見鍾情，可是蘇珊一早已經給她的姑媽許配給了當地的鎮長。
然而羅蘭和蘇珊卻無視並且結合，最終因為羅蘭和他的共業顆伴得悉了當地的陰謀而成功地消滅了法爾森，也稱大善人，的部份戰力，可惜蘇珊卻給當地的村民給放火活活燒死。
羅蘭等人奪得了水晶球後就打道回府，向他的父親報告，並且意外地殺了他的母親。
羅蘭跟艾迪，蘇珊娜，傑克，仔仔說完這個故事後，就開始繼續旅程，途中他們到達了奧茲的城堡，並且在哪裡邂逅了一個危險的人物，長生不老客，他們擊退了這個人之後，就再次繼續他們的旅程，然而，"19" 這個數字卻開始纏繞着他們......

## 附記
在此集前半段，共業所到的地方，就設定上是《末日逼近》中事件發生之後所留下的世界，但是故事中的該地的時間是在1986年。《末日逼近》完整版中的時間設定則是在九Ｏ年代。所以在《巫師與水晶球》的設定上，應該是跟從原版的八Ｏ年代。

## 獎項
1998年，本書在軌跡獎最佳奇幻小說類別得到第4名。

## 其他版本

台灣《巫師與水晶球》-上 封面
台灣《巫師與水晶球》-下 封面
中國《巫師與水晶球》封面